# Sloveniens ambassad i Stockholm
Sloveniens ambassad i Stockholm var Sloveniens diplomatiska representation i Sverige. Ambassadchef var Metoda Mikuz, MInister Counsellor. Ambassaden upprättades 1993 och stängde 15 september 2012, bland annat därför att Sverige hade stängt sin ambassad i Ljubljana, Slovenien, år 2010. Diplomatkoden på beskickningens bilar var EH.

## Fastigheter
Ambassaden var sedan 1997 belägen på Styrmansgatan 4 och huserade på första våningen i det hus som restes 1882-83 som bostadshus enligt arkitekten Oskar Eriksons ritningar. Tidigare huserade man på Klarabergsgatan 33.